# Amt Treptower Tollensewinkel
L'Amt Treptower Tollensewinkel est un Amt de l'arrondissement du Plateau des lacs mecklembourgeois dans le land de Mecklembourg-Poméranie-Occidentale, dans le Nord de l'Allemagne.

## Communes
1. Altenhagen
2. Altentreptow
3. Bartow
4. Breesen
5. Breest
6. Burow
7. Gnevkow
8. Golchen
9. Grapzow
10. Grischow
11. Groß Teetzleben
12. Gültz
13. Kriesow
14. Pripsleben
15. Röckwitz
16. Siedenbollentin
17. Tützpatz
18. Werder
19. Wildberg
20. Wolde